# Макишинский сельский совет (Городнянский район)
Макишинский сельский совет (укр. Макишинська сільська рада) — входит в состав
Городнянского района
Черниговской области
Украины.
Административный центр сельского совета находится в 
с. Макишин
.

## Населённые пункты совета
- с. Макишин